# Bledius philadelphicus
Bledius philadelphicus är en skalbaggsart som beskrevs av Henry Clinton Fall 1919. I den svenska databasen Dyntaxa används istället namnet Bledius dissimilis. Bledius philadelphicus ingår i släktet Bledius och familjen kortvingar. Arten har ej påträffats i Sverige. Inga underarter finns listade i Catalogue of Life.